# 奧蘭古國家公園
奧蘭古國家公園（葡萄牙語：Parque Nacional de Orango），是幾內亞比紹的國家公園，成立於2000年，面積1,582平方公里，覆蓋比熱戈斯群島南部，約160平方公里屬於紅樹林地區。